# Улица Воровского (Симферополь)
Улица Воро́вского — улица в Киевском районе Симферополя. Названа в честь революционера и публициста Вацлава Воровского. Общая протяжённость — 1,57 км.

## Расположение
Улица берёт начало у Екатерининского сада, на пересечении улиц Шмидта и Ленина. Улица расположена вдоль реки Салгир и заканчивается у площади Советской конституции на транспортном кольце у гостиницы «Москва». Общая протяжённость проспекта составляет 1,57 км. Пересекается с Неапольской улицей. Располагается рядом с Неаполем Скифским.
Со Старым городом улицу Воровского связывает «Лестница любви», состоящая из 130 ступеней.

## История
Вдоль берега Салгира размещалось мусульманское кладбище, к 1784 году оно ещё существовало, в начале XIX века застроено. В. Х. Кондараки отмечает: «Кладбища эти давно уже перерыты, и на местах их воздвигнуты постройки».

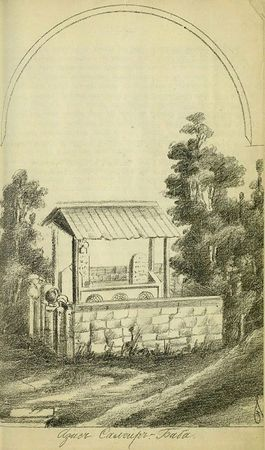
Азиз Салгир-Баба, рисунок Архипова из книги Лашкова, 1890

Первоначально улица имела название Воронцовская, поскольку вела к резиденции Михаила Воронцова, генерал-губернатора Новороссийского и Бессарабского. На территории близ современного дома № 21 в средневековье располагался дворец калги-султана, а сама территория называлась Султан-Базаром, а позднее — Султан-Сараем.
Сохранилась с перестройками могила святого Азиз Салгир-Баба, (в настоящее время участок по ул. Воровского, 11).

Дома по нечётной стороне улицы (с 25 по 29) были построены в 1784 году, к моменту основания Симферополя. Строителями домов стали уволившиеся из русской армии солдаты, основавшие на этом месте Петровскую слободу (предположительно в честь смотрителя поселения — капитана Вятского пехотного полка Петра Ванникова). В своём рапорте от 28 октября 1784 года Ванников писал: «Близ сего города Ак-Мечети построено поселёнными солдатами двадцать мазанок, в которых они жить будут…». К весне следующего года в поселении проживало около 500 солдат, а позднее слобода стала селом Подгородне-Петровским, которое со временем вошло в состав Симферополя.

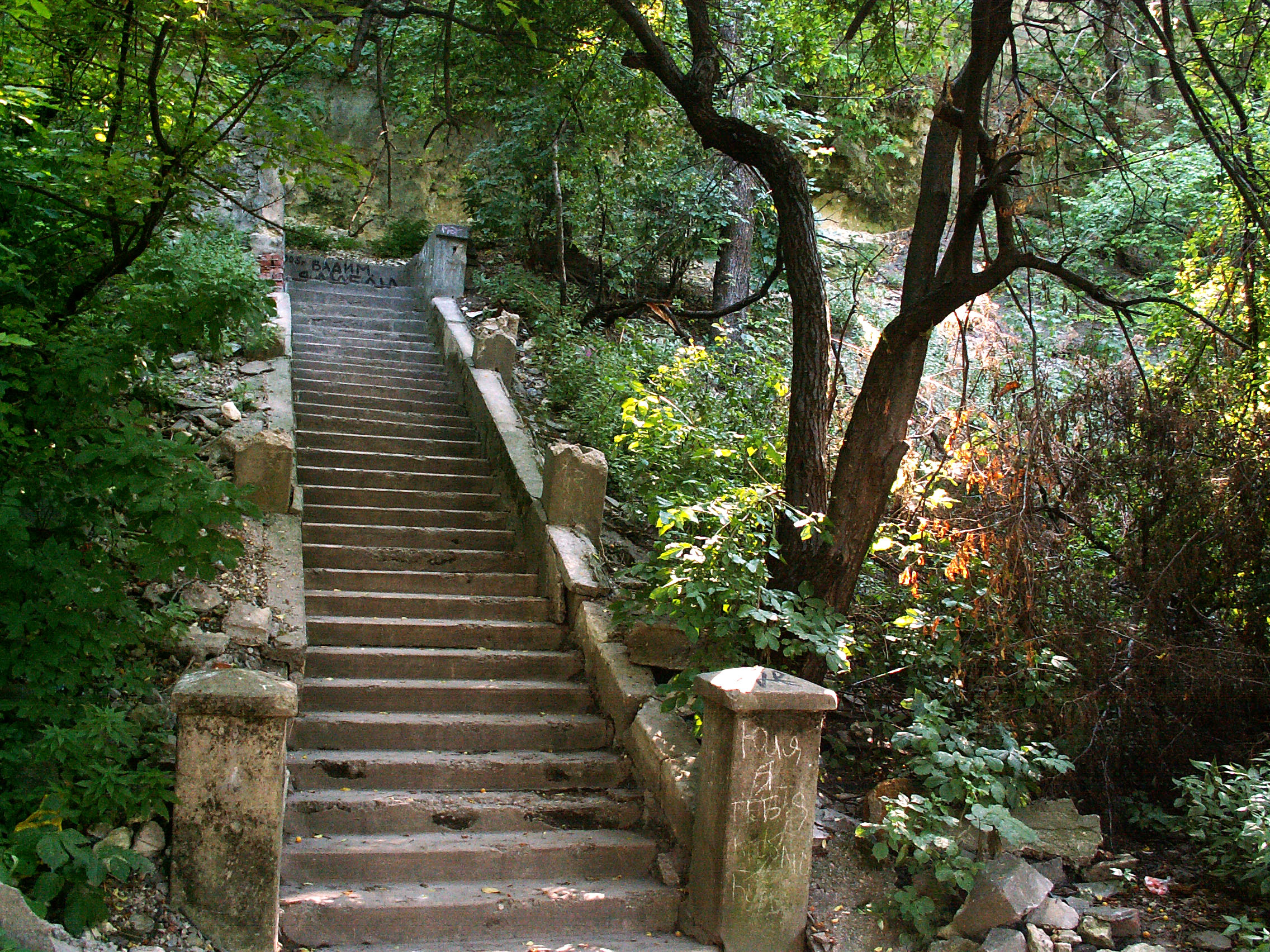
«Лестница любви», 2005 год

В середине XIX века на месте бывшего дворца калги-султана предприниматель С. Х. Вайсборд оборудовал пивоваренный завод. Завод был снесён в 1984 году после строительства пивобезалкогольного комбината «Крым».

В конце XIX века улица стала местом строительства конфетной (позднее консервной) фабрики Абрикосовых и консервной фабрики братьев Шишман. После прихода советской власти и национализации фабрика братьев Шишман была преобразована в фабрику Центросоюза, а фабрика Абрикосовых — в консервный завод имени С. М. Кирова объединения «Крымплодоовощхоз». Рядом с заводом имени Кирова был построен детский сад и дом культуры.

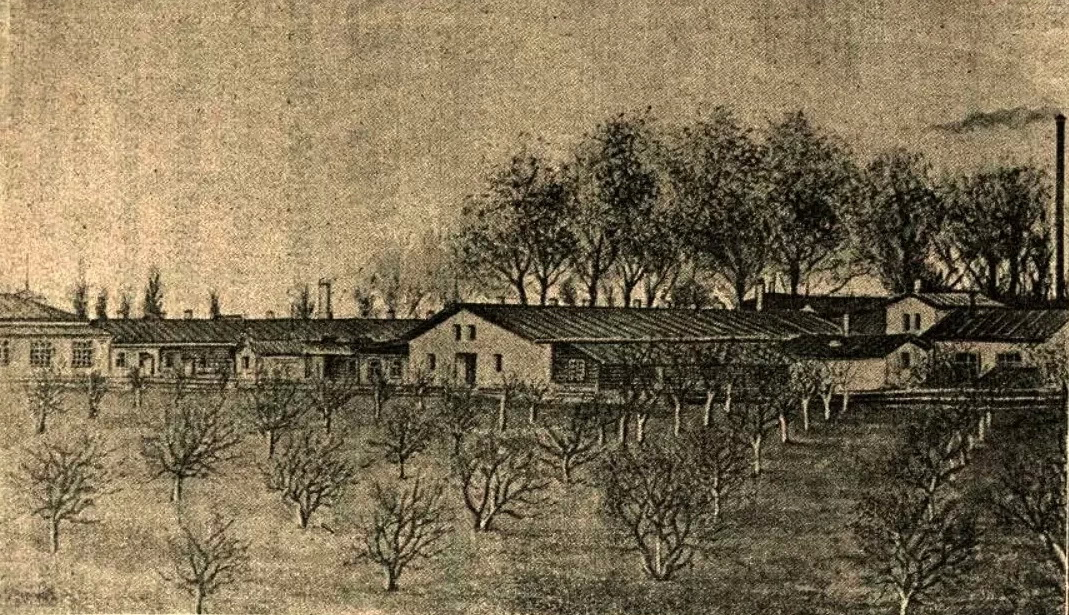
Вид Симферопольской фабрики фруктов в сахаре, фруктов глазированных, фруктовых компотов, фруктового варенья и прочего Фабрично-Торгового Товарищества А. И. Абрикосова и сыновей. Фото не позднее 1894 года
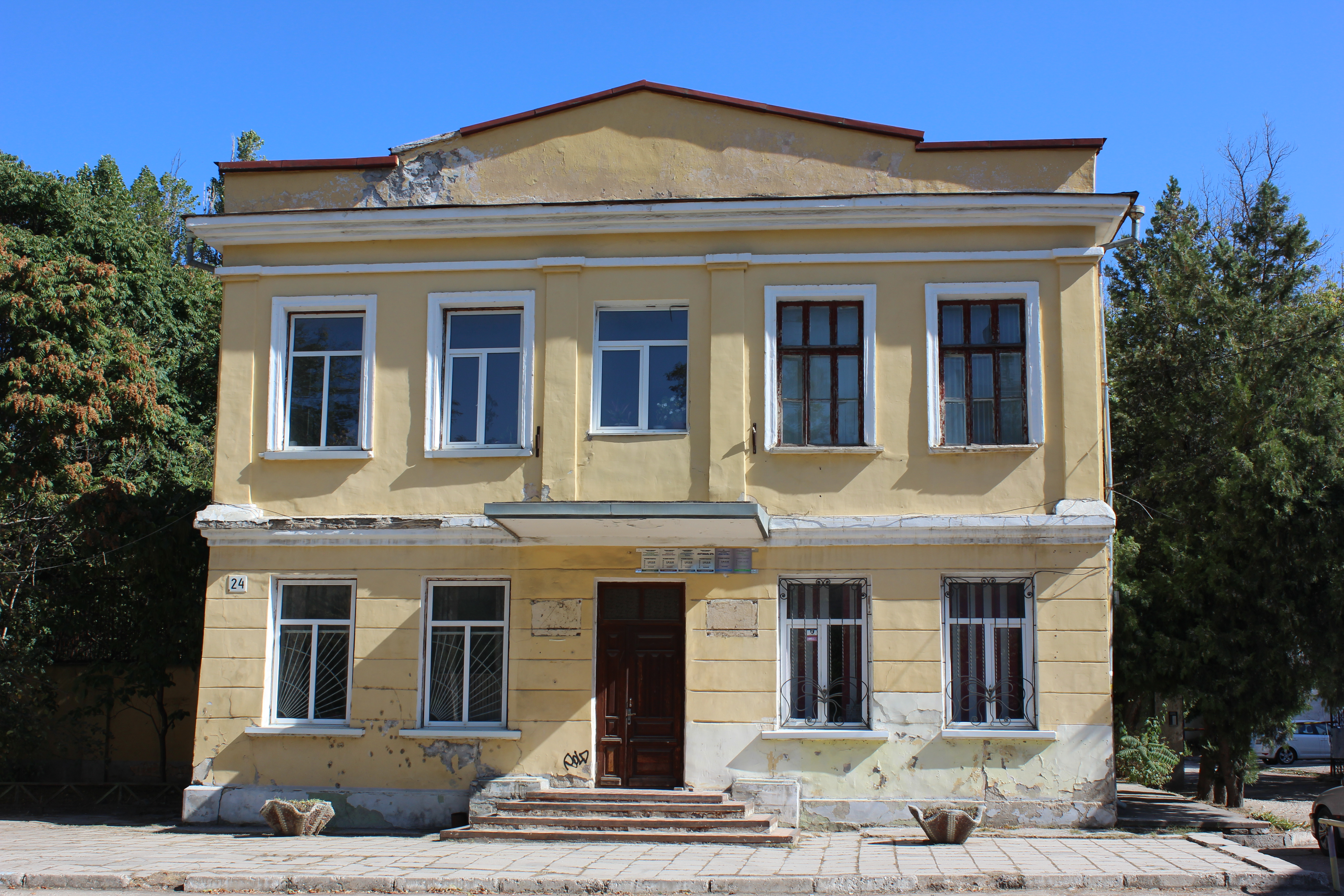
Здание бывшей конфетной фабрики Абрикосовых
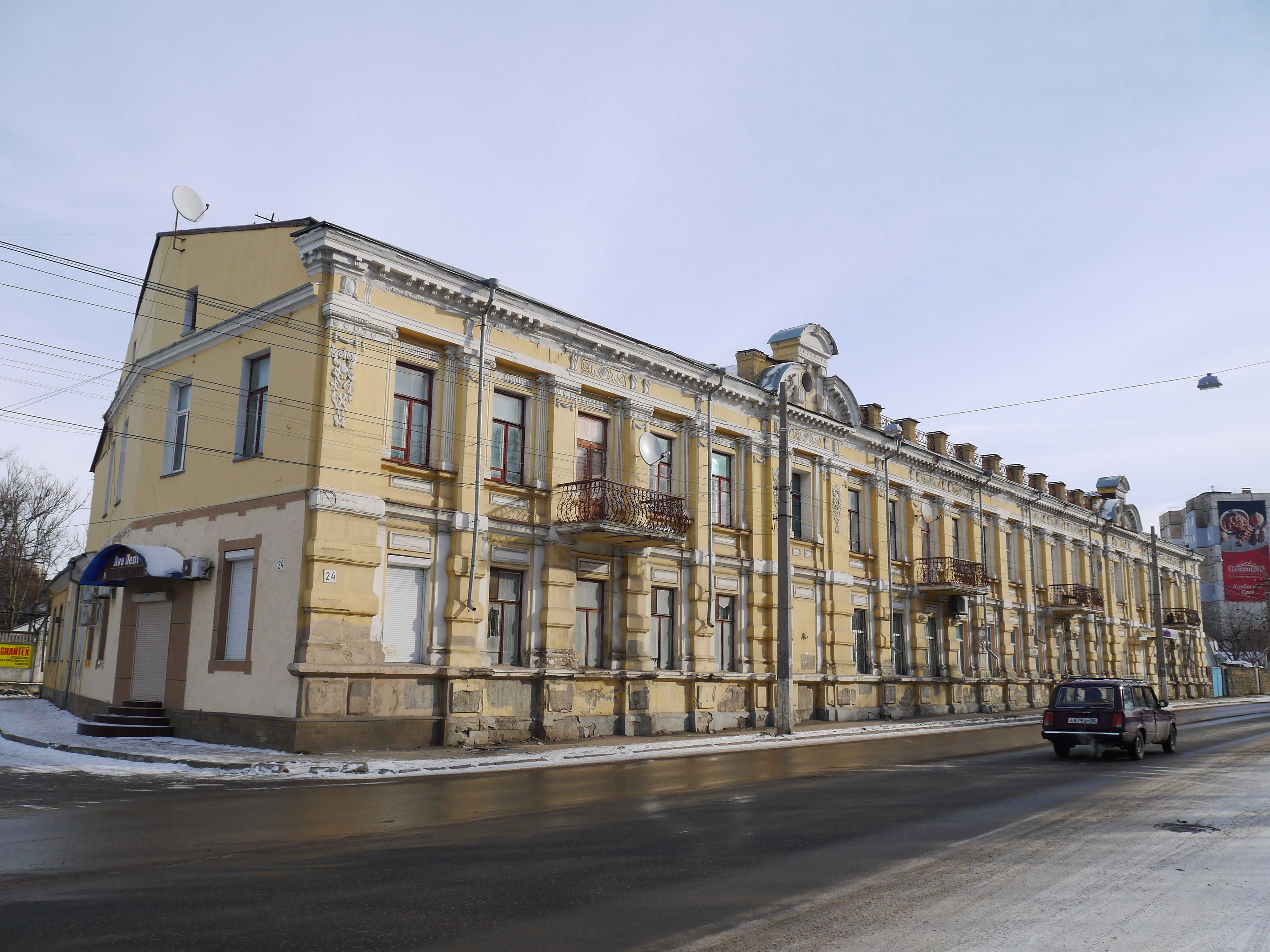
Здание бывшей конфетной фабрики Абрикосовых, Симферополь

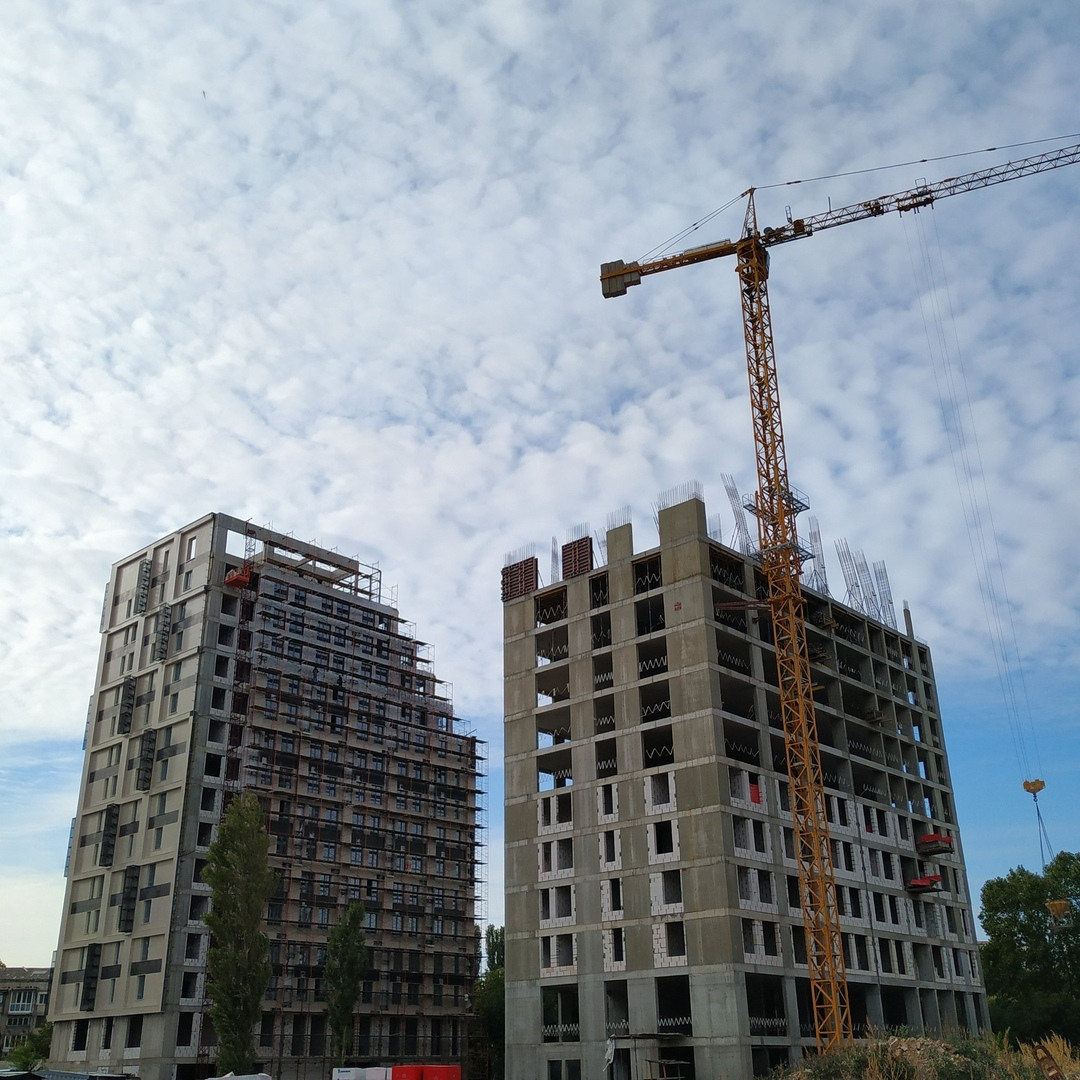
Строительство «ЖК Альфа», 2019 год

30 мая 1924 года улица была переименована в честь революционера и советского дипломата В. В. Воровского, который был убит годом ранее.
Во время немецкой оккупации в 1941—1944 годах носила название Алуштинская (нем. Alushta Strasse). По некоторым данным на территории современного дома № 8 в годы Великой Отечественной войны располагалась явочная квартира Южного соединения партизанских отрядов. 9 апреля 1944 года в ходе перестрелки там погибли партизаны Герман Тайшин и Иван Гнатенко. Дом № 6, выполненный архитектором Борисом Белозёрским в 1930-х годах в стиле сталинского ампира, по сведениям архитектора Ольги Ильиничны Сергеевой, после окончания войны восстанавливался пленными немцами.
В советское время в Петровских скалах было построено двухъярусное бомбоубежище, которое пришло в негодность в 1990-е годы. Во время десятой пятилетки (1976—1980) конец улицы в районе гостиницы «Москва» был застроен многоэтажными типовыми жилыми домами (пяти и девяти этажей).
После аннексии Крыма Россией власти Симферополя сообщали о возможном переименовании улицы Воровского в Воронцовскую.
В 2017 году на Воровского 24а строительная компания «Гринвуд» начала возводить «ЖК Альфа» — три 17-этажных жилых дома.

## Здания и сооружения
- № 1 — Дом Славинского, где располагалось губернское жандармское управление[2]
- № 5 — Церковь христиан адвентистов седьмого дня[17]
- № 8 — Хирургическая лечебница А. Ф. Каблукова, сейчас — Симферопольский клинический родильный дом № 1[18]
- № 16 — Киевский районный суд города Симферополя. До 1984 года в здании размещался Симферопольский автотранспортный техникум[2][19][20]
- № 14 — Консервная фабрика братьев Шишман[2]
- № 19 — Главное управление по материальному резерву, оборонно-мобилизационной работе и гражданской защите населения Совета министров Крыма[21]
- № 24 — Конфетная фабрика Абрикосовых[2]

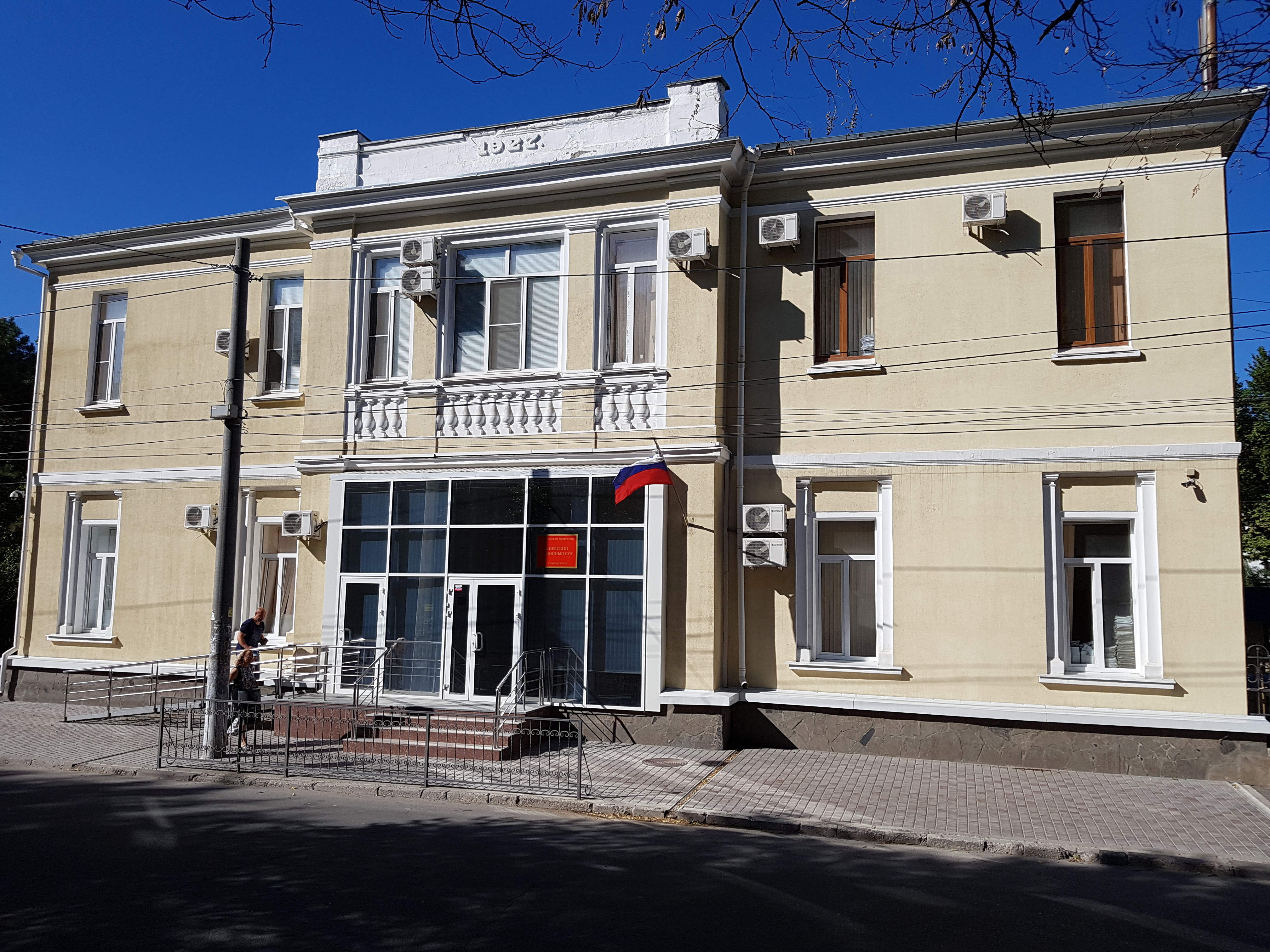
Здание Киевского районного суда, в 1930—1984 годах Симферопольский автотранспортный техникум
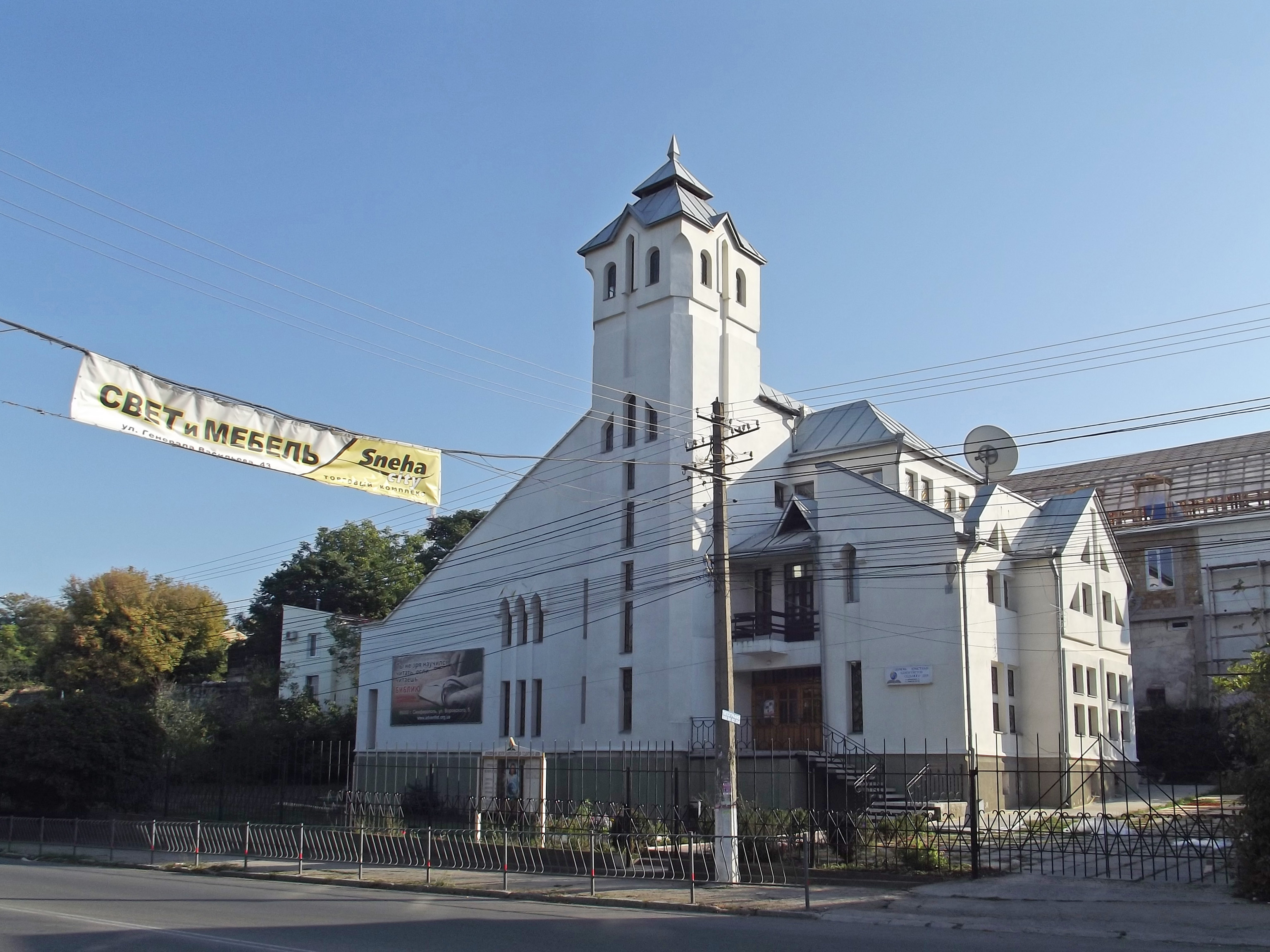
Церковь, 2011 год
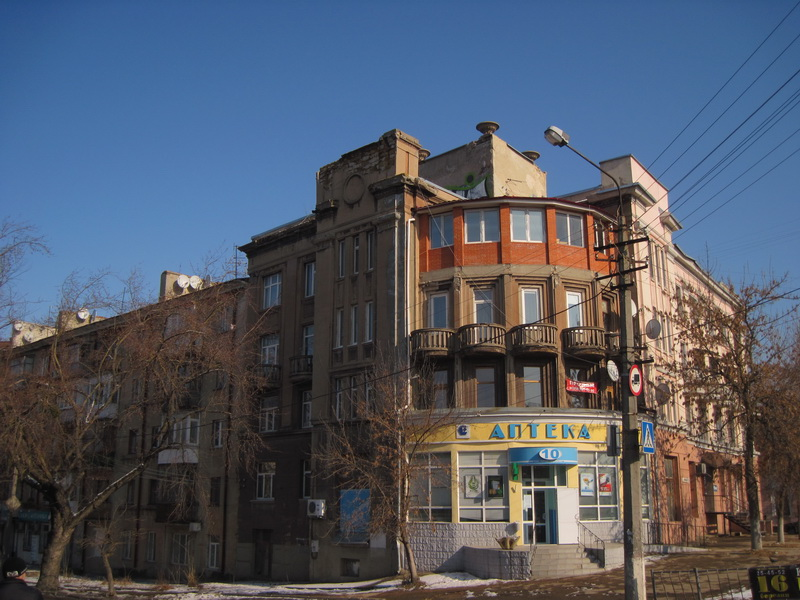
Дом № 6 на улице Воровского, 2012

## Памятники
У Дома культуры установлен бюст Сергея Кирова и памятник рабочим и служащим завода, погибшим в годы Великой Отечественной войны.
На доме № 6, где проживал Герой Советского Союза Александр Вильямсон, установлена мемориальная табличка.
На участке у дома № 7, находящемся в собственности Духовного управления мусульман Крыма, расположена могила Салгир-Бабы.
Памятник Исмаилу Гаспринскому установлен на берегу Салгира по ул. Воровского между домами 12 и 16. Открыт был 6 июля 1998 года по инициативе и на средства учредителя фирмы «Мараканд» Сеитумера Берберова. Автор памятника — скульптор Айдер Алиев. Является объектом культурного наследия.

Памятник Кирову, 2019 год
Памятник Исмаилу Гаспринскому Объект культурного наследия народов РФ регионального значения. Рег. № 911710883860005 (ЕГРОКН)